# Listă de scriitori de limbă germană/U
| Vezi: U - Uk Ul - Um Un - Up Ur - Uz |

## U - Uk
- Wendelin Überzwerch (1893–1962)
- Ingrid Uebe
- Friedrich von Uechtritz (1800–1875)
- Emil Uellenberg (1874–1944)
- Christian Uetz (n. 1963)
- Gerhard Uhde (1902–1980)
- Waldemar Uhde (1876–1931)
- Hermann Uhde-Bernays (1873–1965)
- Friedrich Uhl (1825–1906)
- Ludwig Uhland (1787–1862)
- Gottfried Uhlich von Uhlenau (1802–1874)
- Bodo Uhse (1904–1963)

## Ul - Um
- Martin Ulbrich (1863–?)
- Marie Ulfers (1888–1960)
- Arnold Ulitz (1888–1971)
- Josef Ullmann (1894–1991)
- Regina Ullmann (1884–1961)
- Hans Ullrich (1899–1945)
- Titus Ullrich (1813–1891)
- Volker Ullrich (n. 1943)
- Hellmuth von Ulmann (1913–1987)
- Dorothea Ulmer (1886–1966)
- Bernd Ulrich (n. 1943)
- Maria Ulrich (1894–1967)
- Ulrich von Liechtenstein (ca. 1198– 1276)
- Ulrich von Zatzikhofen (secolul al XIII-lea)
- Rolf Ulrici (1922–1997)
- Lothar W. Ulsamer (n. 1952)
- Viktor Umlauf (1836–1887)
- Anneliese Umlauf-Lamatsch (1895–1962)

## Un - Up
- Alfred H. Unger (1902–1989)
- Gert Fritz Unger (1921–2005)
- Hellmuth Unger (1891–1953)
- Hermann Ungar (1893–1929)
- Friederike Helene Unger (1741-1813)
- Heinz Rudolf Unger (n. 1938)
- Hermann Unger (1886–1958)
- Alexander von Ungern-Sternberg (1806–1868)
- Friedrich Franz von Unruh (1893–1986)
- Fritz von Unruh (1885–1970)
- Karl Unselt (1894–1970)
- Gottfried Unterdörfer (1921-1992)
- Johanne Charlotte Unzer (1725–1782)
- Bernhard Uphus (1886–1960)

## Ur - Uz
- Konrad Urban (1878–?)
- Grete von Urbanitzky (1891–1974)
- Raphael Urweider (n. 1974)
- Else Ury (1877–1943)
- Gertrude Urzidil (1898–1977)
- Johannes Urzidil (1896–1970)
- Fritz Usinger (1895–1982)
- Oliver Uschmann (n. 1977)
- Johann Martin Usteri (1763–1827)
- Rudolf Utsch (1904–1960)
- Stefan Utsch (1896–1978)
- Johann Peter Uz (1720–1796)